# Prvenstvo Kraljevine SHS u vaterpolu 1921.
Prvo Vaterpolsko prvenstvo Kraljevine SHS za 1921. godinu je osvojio Somborsko sportsko udruženje (SSU).

## Završnica prvenstva
Prvo natjecanje u plivanju, vaterpolu i skokovima u vodu (Plivačka utakmica za prvenstvo Jugoslavije - zvaničan naziv) trebalo je biti održano 21.8.1921. godine u Bledu. Međutim natjecanja su odgođena zbog smrti kralja Petra. Pre toga dana 14.8.1921. u plivačkim utakmicama J.O.O. (Jugoslovenskog olimpijskog odbora) za prvenstvo Hrvatske i Slavonije na Korani u Karlovcu SSU (Sombor) - kombinovano Viktorija-HAŠK 2:0, dan kasnije 15.8.1921. miting na Maksimirskom jezeru SSU - HAŠK 4:0. Takmičenjem je rukovodio JOO jer još nije postojao JPS (Jugoslovenski plivački savez). Natjecanja su održana 28.8.1921. a učestovalo je 5 ekipa iz Jugoslavije u vaterpolo takmičenjima.

## Rezultati
| Sombor - Sušak  | 6:1    |
| Primorje - LSK  | 2:1    |
| HAŠK - Primorje | 1:0 ↓1 |

 ↑1 Primorje diskvalificirano zbog nediscipline i samovoljnog napuštanja igrališta bez dozvole suca.

## Plasman
| mj                                | klub                                  |
| --------------------------------- | ------------------------------------- |
| 1.                                | Somborsko sportsko udruženje          |
| 2.                                | HAŠK Zagreb                           |
| 3.                                | Ljubljanski SK                        |
| 4.                                | Sušak ↓2                              |
|                                   | Primorje Ljubljana - diskvalificirano |
| ↑2 naselje Sušak danas dio Rijeke |                                       |

## Poveznice
- Jugoslavenska vaterpolska prvenstva